# اوش-آویا
اوش-آویا (به انگلیسی: Osh-Avia) یک شرکت هواپیمایی است که در تاریخ ۲۰۰۶ میلادی تأسیس شده است.
دفتر مرکزی اوش-آویا در اوش، قرقیزستان واقع شده‌است و قطب این شرکت هواپیمایی در فرودگاه اوش قرار دارد و به ۲ مقصد، پرواز مستقیم انجام می‌دهد.